# Москвич (платформа Рижского направления)
Москви́ч — остановочный пункт Рижского направления Московской железной дороги в городском округе Шаховская Московской области. Вблизи платформы находятся деревня Чухолово, садоводческие товарищества «Ветеран», «Эколог-92», чуть дальше, в 3 км, находится деревня Курьяново. Центр городского округа — Шаховская — расположен в 13 км от платформы. Неподалеку от платформы проходит автомобильная трасса М9 «Балтия».
В 1990 году остановочный пункт имел короткую деревянную низкую платформу. В 1991 году, перед началом движения электропоездов до Шаховской, была возведена высокая платформа.